# ويليس ألان رامزي
ويليس ألان رامزي (بالإنجليزية: Willis Alan Ramsey)‏ هو مغني وكاتب أغاني أمريكي، ولد في 5 مارس 1951 في برمنغهام في الولايات المتحدة.

## وصلات خارجية
- ويليس ألان رامزي على موقع ميوزك برينز (الإنجليزية)
- ويليس ألان رامزي على موقع قاعدة بيانات برودواي على الإنترنت (الإنجليزية)
- ويليس ألان رامزي على موقع ديسكوغز (الإنجليزية)